# 카터 젱킨스
카터 젱킨스(Carter Jenkins, 1991년 10월 4일 ~ )는 미국의 배우이다.

## 출연 작품

### 영화
- 달려라, 타이코 (2005)
- 발렌타인 데이 (2010) - 앨릭스 프랭클린 역
- 스트럭 바이 라이트닝 (2012) - 니컬러스 포브스 역
- The Nevsky Prospect (2012) - 데이비드 역
- A Light Beneath Their Feet (2015)
- 나이트 라이트 (2015) - 크리스 역
- 써클 (2015)

### 텔레비전
- 비바 로플린 (2007)
- 페이머스 인 러브 (2017-18)